# Thoopterus nigrescens
Thoopterus nigrescens es una especie de murciélago de la familia Pteropodidae; es la única conocida en su género.

## Distribución geográfica
Se encuentra en las Célebes y las Molucas septentrionales (Indonesia).